# Таурано
Таурано (итал. Taurano) — коммуна в Италии, располагается в регионе Кампания, в провинции Авеллино.
Население составляет 1538 человек, плотность населения составляет 171 чел./км². Занимает площадь 9 км². Почтовый индекс — 83020. Телефонный код — 081.
В коммуне 15 августа особо празднуется Успение Пресвятой Богородицы.